# Батьківство (Доктор Хаус)
«Батьківство» (англ. Paternity)  — друга серія першого сезону американського телесеріалу «Доктор Хаус». Прем'єра епізоду проходила на каналі FOX 23 листопада 2004. В цій серії Хаус та його команда мають лікувати 16-річного хлопця, якого вдарили по голові під час гри в лакросс. Його мучать диплопія і нічні кошмари, але ці симптоми не зв'язані зі струсом мозку.

## Сюжет
16-річний хлопець Ден (Скотт Мечловікс) скаржиться на галюцинації та нічні кошмари, але, продивившись історію хвороби, Хаус зв'язує ці симптоми з недавнім струсом мозку. Ще одним чинником, за яким Хаус не хоче братись за цю справу, стало те, що батьки отримали письмове запрошення від Хауса на огляд в лікарні, якого він не писав. Подивившись на підпис, і на те, що він написаний по-жіночому, він зрозумів, що Кемерон написала цей лист. Хаус майже відмовляється від цієї справи, але побачивши незвичайне сіпання ноги у хлопця, розуміє, що справа цікава.
Хаус думає, що батько Дена не його біологічний батько, а Форман навпаки. Через це виникає парі. Незабаром у Дена знову виникає нічний кошмар, але ніякі тести не підтвердили, що вони взагалі були. Хаус знаходить велике закупорення в одній з кровоносних судин пацієнта. Лікарі видаляють закупорення, але стан Дена не покращується. Тоді Хаус розуміє, що закупорення не було основною причиною диплопії, недосипання і нічних кошмарів. Ввечері Дена не знаходять в його ліжку. Кемерон, Форман і Чейз відчайдушно намагаються знайти його, але в великій лікарні це дуже складно. Тоді Хаус радить пошукати на даху. Скориставшись порадою лікарі знаходять хлопця на даху. Але він марить і думає, що знаходиться на полі для гри в лакросс. Ден майже стрибає з даху, але Чейз ловить його. Хаус схвильований таким розвитком подій, його попередній діагноз розсіяного склерозу вже не вірний. Новий можливий діагноз, що запропонувала Кемерон — нейросифіліс. Щоб перевірити це, Дену прямо в мозок вводять пеніцилін, але під час цієї процедури у Дена трапляється слухова галюцинація, що виключає нейросифіліс.
У Хауса закінчились діагнози і тому він вирішив порадитись з Вілсоном за чашкою кави. Батьки Дена були дуже обурені коли побачили Хауса в кафе при лікарні. Доктор Хаус зміг заспокоїти їх і запевнив піти і підтримувати сина. Також він пообіцяв занести їх таці з їжею, але цікавість взяла своє. Через парі з Форманом Хаус вирішив зробити тест на ДНК зі стаканчиків, з яких пили батьки Дена. Тест не підтвердив батьківства не тільки у батька, але й і у матері. Так Хаус виграв парі у Формана, Вілсона, і у всіх інших, які брали участь. Також негативний тест на ДНК підштовхнув Хауса на ідею, щодо хвороби Дена. Він згадав хвору дитину, яку не хотіла щеплювати мати. Хаус припустив, що немовлям Ден міг перейняти у біологічної матері (яка могла ніколи не робити щеплення) кір, він видозмінювався, і от через 16 років знову проявився в мозку. Лікарі проводять небезпечну біопсію мозку, щоб знайти вірус і підтвердити теорію Хауса. Ден повністю видужує. Чейз і Форман цікавляться в нього як він сприйняв новину про батьків, проте, Ден знав це ще з дитинства. Вони не були біологічними батьками, але для нього вони були справжніми батьками.
В кінці серії стає очевидно, що в юності Хаус сам грав в лакросс. Проходить сцена, де Ден нібито грає в лакросс і на це дивиться Хаус, але потім гравці і вболівальники зникають, і стає видно, як Хаус в самотині стоїть біля поля для гри. Він стискає в руках палицю, ніби грає в лакросс, і, мабуть, бачить свої минулі літа. На задньому плані грає пісня Рікі Лі Джонса «On Saturday Afternoons in 1963 (Years May Go By)».